# Albiorix mirabilis
Espèce
Albiorix mirabilis est une espèce de pseudoscorpions de la famille des Ideoroncidae.

## Distribution
Cette espèce est endémique d'Oaxaca au Mexique. Elle se rencontre à Acatlán de Pérez Figueroa dans la grotte Cueva de las Maravillas.

## Description
Le mâle holotype mesure 2,17 mm.

## Publication originale
- Muchmore, 1982 : Some new species of pseudoscorpions from caves in Mexico (Arachnida, Pseudoscorpionida). Bulletin of the Texas Memorial Museum, vol. 28, p. 63-78.